# 9230 Yasuda
9230 Yasuda este un asteroid din centura principală, descoperit pe 29 decembrie 1996, de Naoto Satō.